# Vincenzo Tangorra

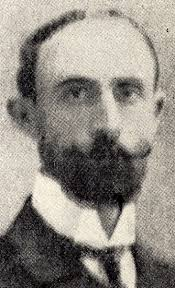
Vincenzo Tangorra

Vincenzo Tangorra (* 8. Dezember 1866 in Venosa; † 21. Dezember 1922 in Rom) war ein italienischer Volkswirtschaftler und Politiker.

## Leben
Tangorra war acht Jahre lang Parlamentsabgeordneter im Italien vor Mussolini. Er trat dann kurz nach der faschistischen Machtübernahme, und kurz vor seinem Tod, als Schatzminister noch in Mussolinis Regierung ein.
Er lehrte von 1902 bis 1919 Finanzwissenschaft und Finanzrecht sowie anschließend bis 1922 Politische Ökonomie an der Universität Pisa.
Von seiner politischen Ökonomie her war Tangorra zumindest geraume Zeit über eher liberal. Eine seiner Grundsatz-Fragestellungen war, wie weit Staatsinterventionen gehen dürfen, um den Volkswohlstand zu erhöhen, ohne dass bürokratische Auswüchse überhandnehmen. Ein öffentliches Bedürfnis bestehe dann, schreibt er 1915, wenn es vom Staat besser oder billiger erledigt werden könne als von Privaten. Eine Zwischenform sieht er in den „privaten Kollektivbedürfnissen“, die zwar kollektiv befriedigt werden müssten, wozu es jedoch den Staat nicht direkt, sondern allenfalls nur mit dem Erlass gesetzlicher Grundlagen dazu brauche. Öffentliche Leistungen seien insofern häufig „teilbar“, als sie durch Gebühren abgeltbar sind und nicht unbedingt nur durch Steuermittel bestritten werden müssten. Eisenbahn, Post und Telefon sieht Tangorra z. B. als solche Fälle.

## Werke (Auswahl)
- La teoria economica del costo di produzione. Tipografia agostiniana, Rom 1893.
- Per la teoria del fondo dei salari. Rom 1894.
- Il controllo finanziario. Stab. tip. italiano, Rom 1898.
- Il diritto finanziario e i suoi odierni problemi. Unione tipografico-editrice, Turin 1900.
- Trattato di scienza della finanza. Società editrice libraria, Mailand 1915.